# Kabala (Rapla)
Kabala (Duits: Kappel) is een plaats in de Estlandse gemeente Rapla, provincie Raplamaa. Kabala heeft de status van dorp (Estisch: küla).
Tot in oktober 2017 lag Kabala in de gemeente Raikküla, waarvan het de hoofdplaats was. In die maand werd Raikküla bij de gemeente Rapla gevoegd. Bij de opheffing van de gemeente veranderde ook de naam van de vroegere hoofdplaats. Voor die tijd heette Kabala Tamme.

## Bevolking
De plaats had 309 inwoners op 31 december 2011 en 276 inwoners op 31 december 2021.

## Ligging
De grenzen van Kabala met de dorpen Lõpemetsa en Ummaru vallen voor een groot deel samen met de loop van de rivier Vigala, die hier naar het oosten afbuigt.

## Geschiedenis
Kabala werd voor het eerst genoemd in 1469 onder de naam Kappel. In 1531 heette de plaats Kabbel en in 1732 Kawwala. Al in 1469 was Kabala een landgoed. In 1560, tijdens de Lijflandse Oorlog, werd het landgoed door de Russen in de as gelegd. In de 16e eeuw behoorde het landgoed toe aan de families von Hastfer en von Krusenstern. In 1797 verkreeg Frommhold von Vietinghoff, die ook de eigenaar van het landgoed van Kehtna was, de eigendom van Kabala. De laatste eigenaar voor de onteigening door het onafhankelijk geworden Estland in 1919 was Otto von Lilienfeld, die ook het landgoed van Kuusiku bezat.
Het landhuis van Kabala is gebouwd op het eind van de 18e eeuw, maar wel op de fundamenten van een middeleeuws bouwwerk, misschien een kasteel van de Lijflandse Orde. Het ligt aan de rivier Vigala. In 1860 werd het verbouwd. Het heeft dienst gedaan als gemeentehuis van de gemeente Raikküla. Een aantal bijgebouwen is ook bewaard gebleven. Daaronder is een schuur uit de 18e eeuw. In de 20e eeuw is daar een droogschuur tegenaan gebouwd.
De oudste kern op het landgoed is Kabbala-Joe, dat na 1913 Suurküla genoemd werd. In 1977 werd het dorp bij Lõpemetsa gevoegd. Het tegenwoordige Kabala is een nederzetting die ontstond rondom het landhuis. In de jaren dertig van de 20e eeuw kreeg de nederzetting de naam Tamme naar een grote eik die volgens de overlevering in het dorp heeft gestaan (het Estische tamm betekent ‘eik’). Tamme kreeg pas in 1977 officieel de status van dorp en kreeg toen ook het buurdorp Väljamäe erbij. In 2017 kreeg Tamme de oude naam Kabala terug.

## Foto's

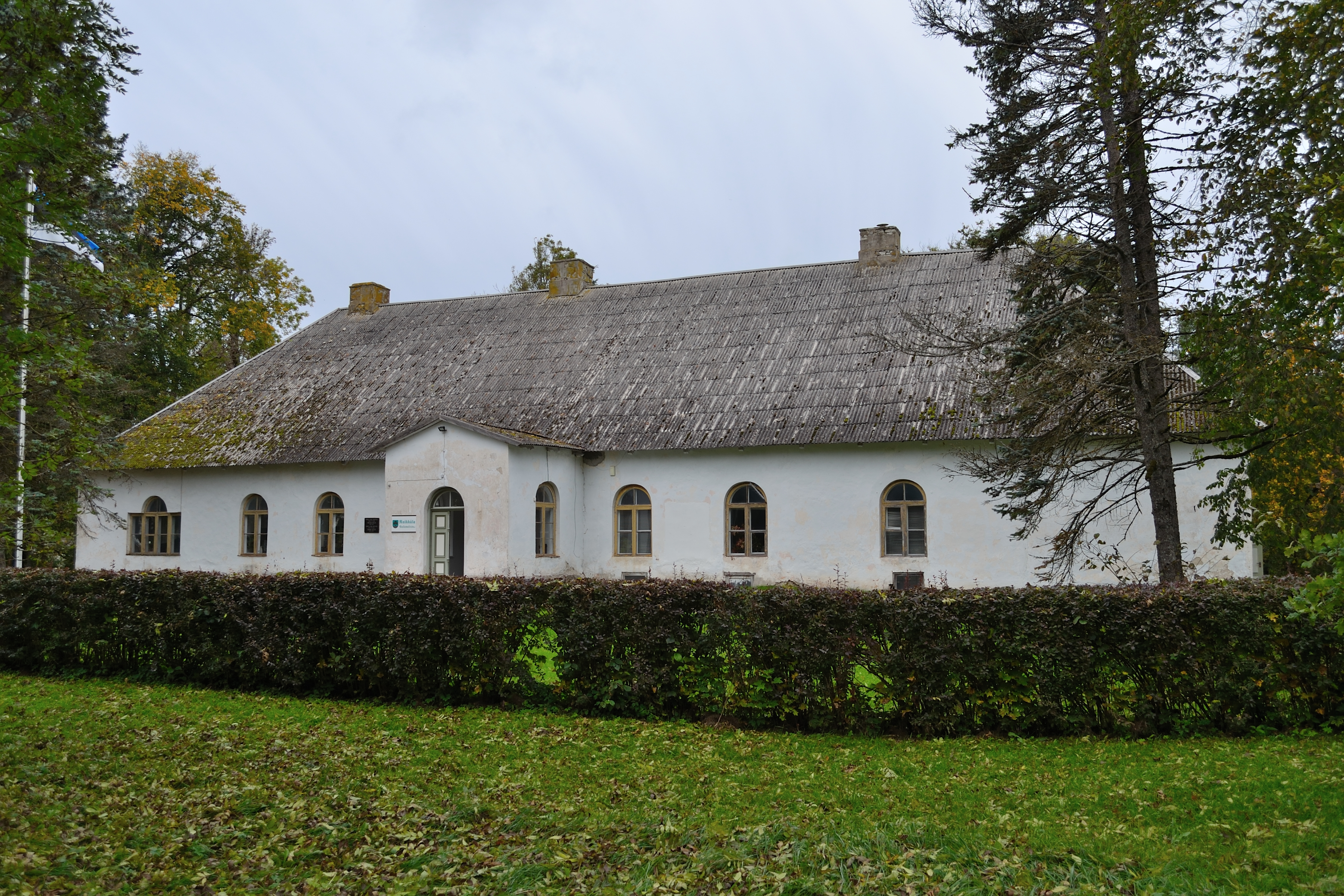
Het landhuis
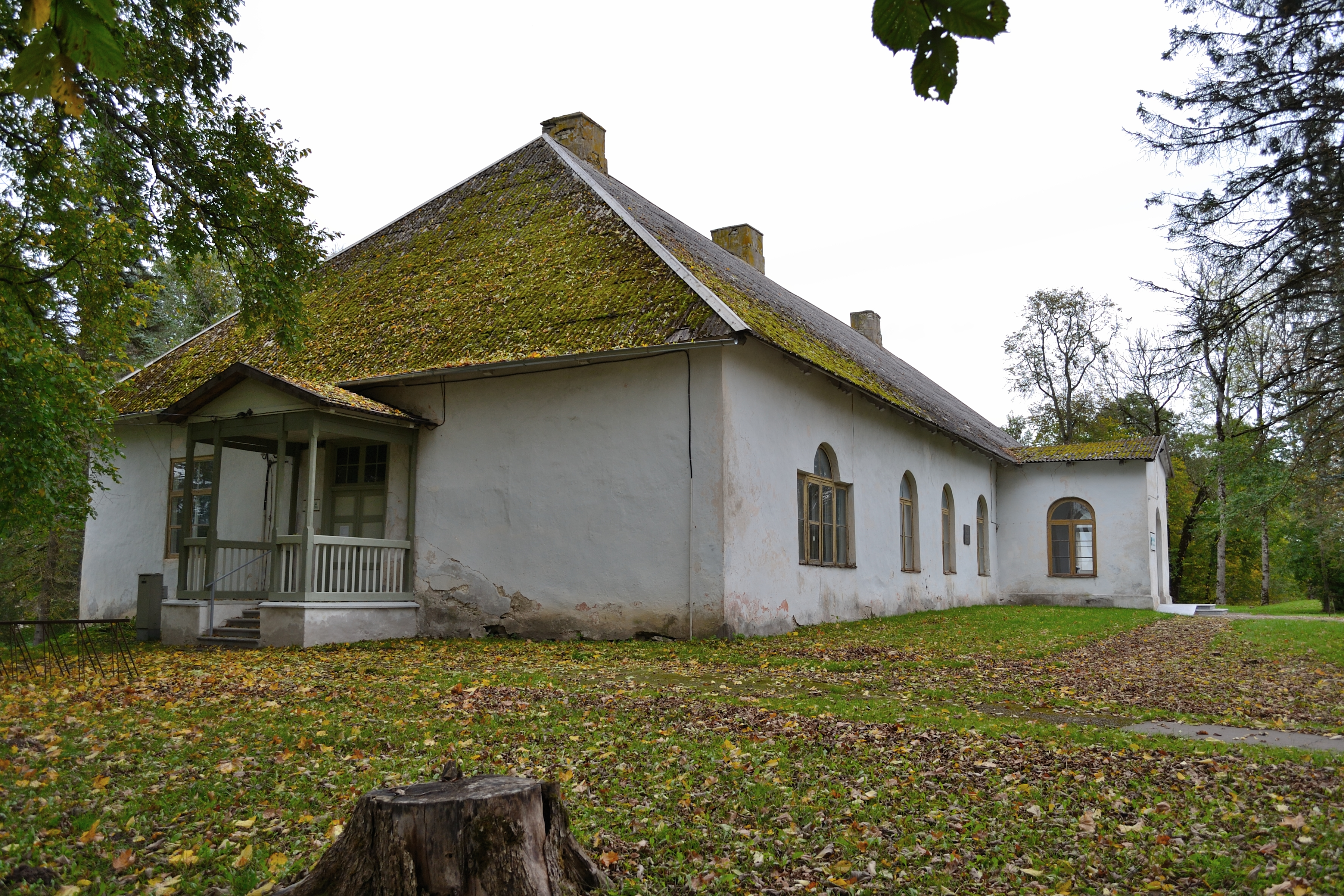
Het landhuis, zij-aanzicht
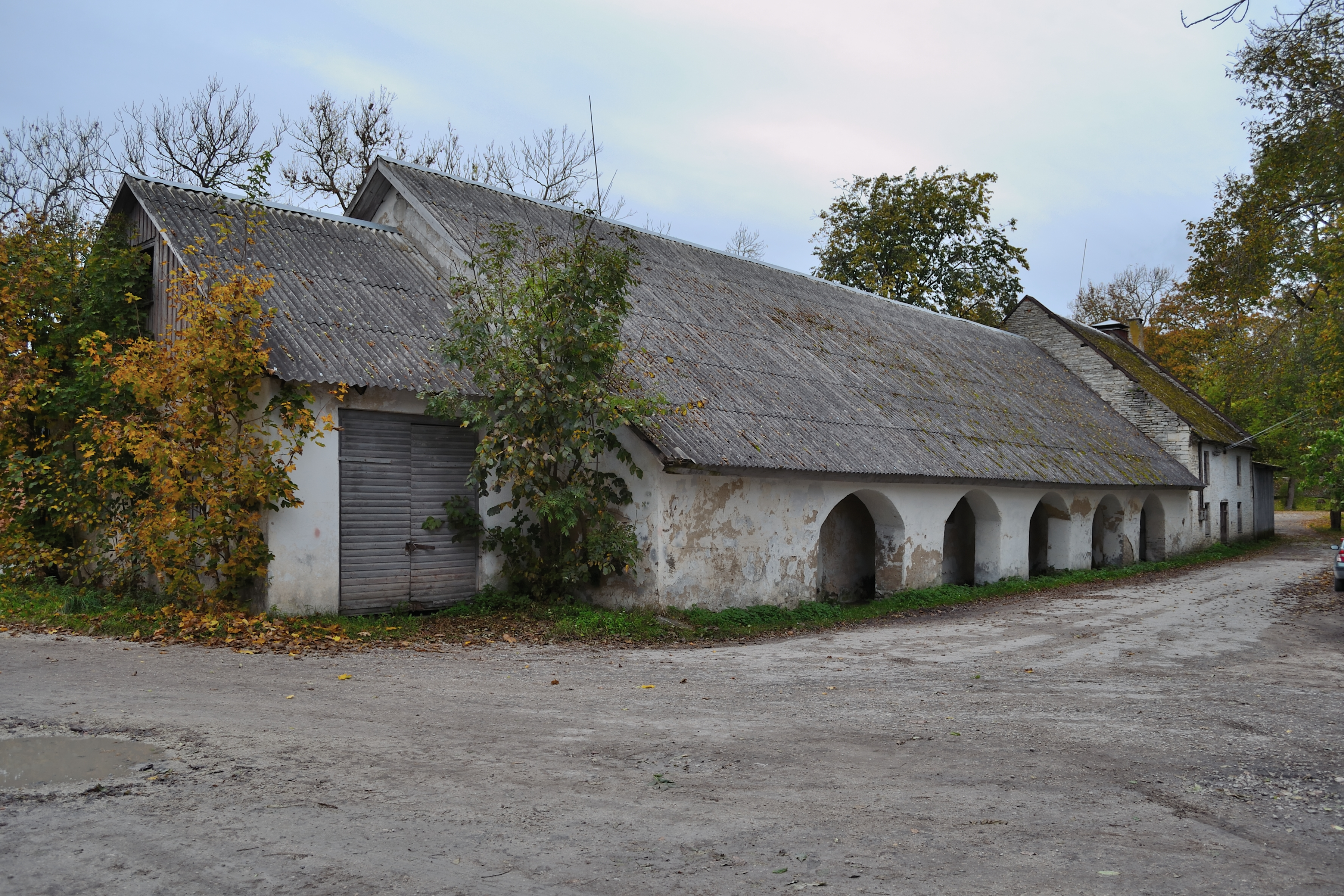
Schuur en droogschuur
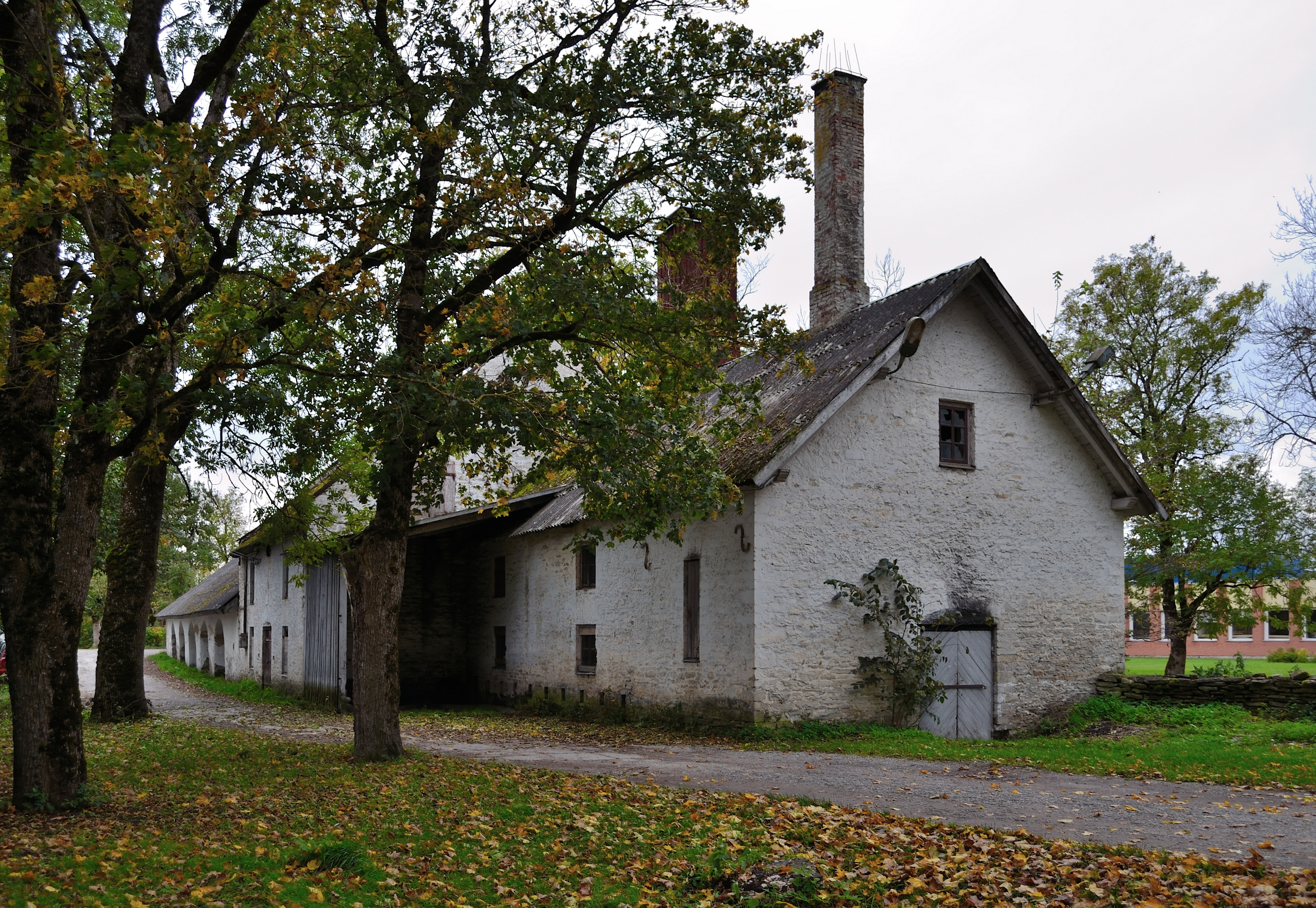
Schuur en droogschuur, andere kant
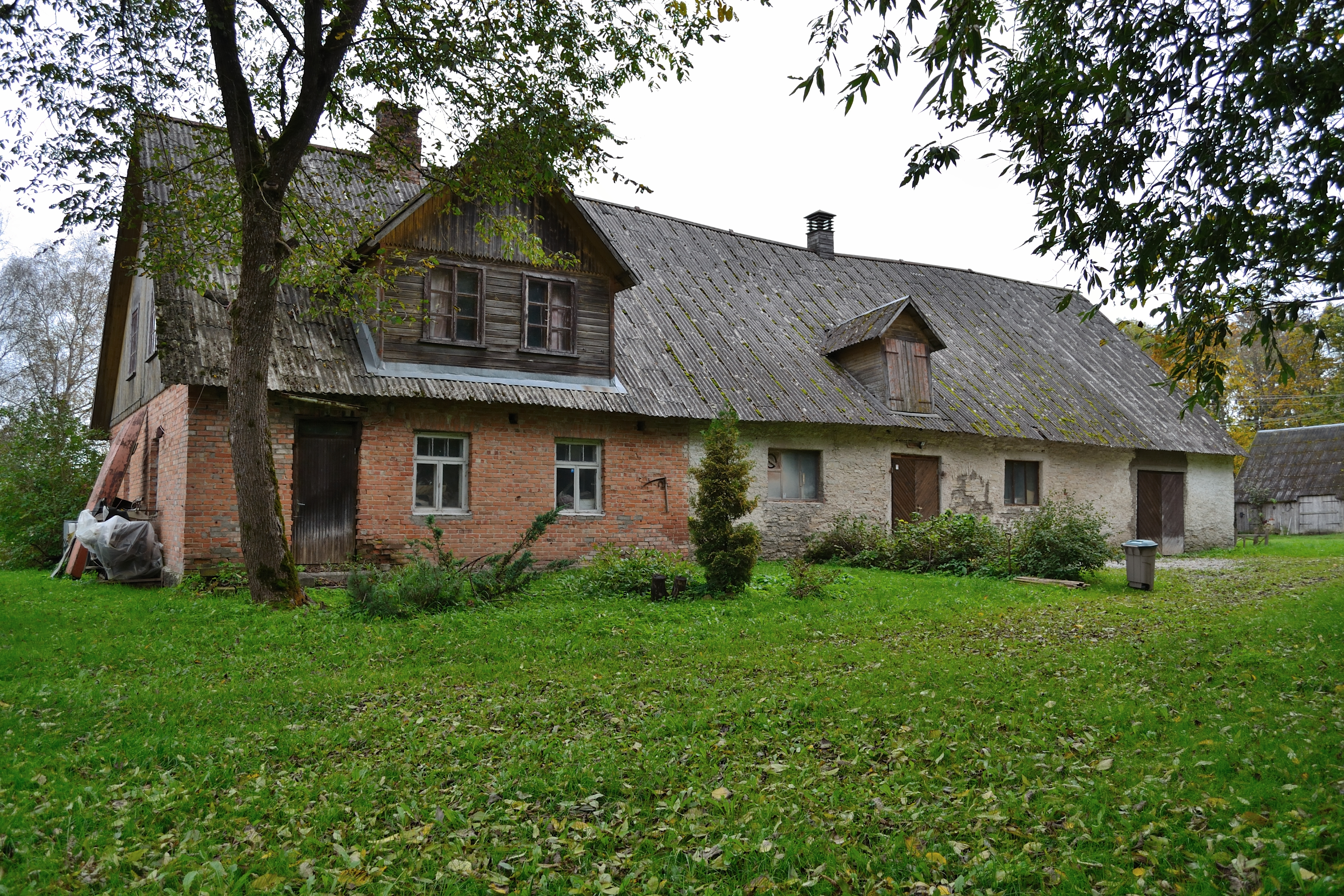
Veestal
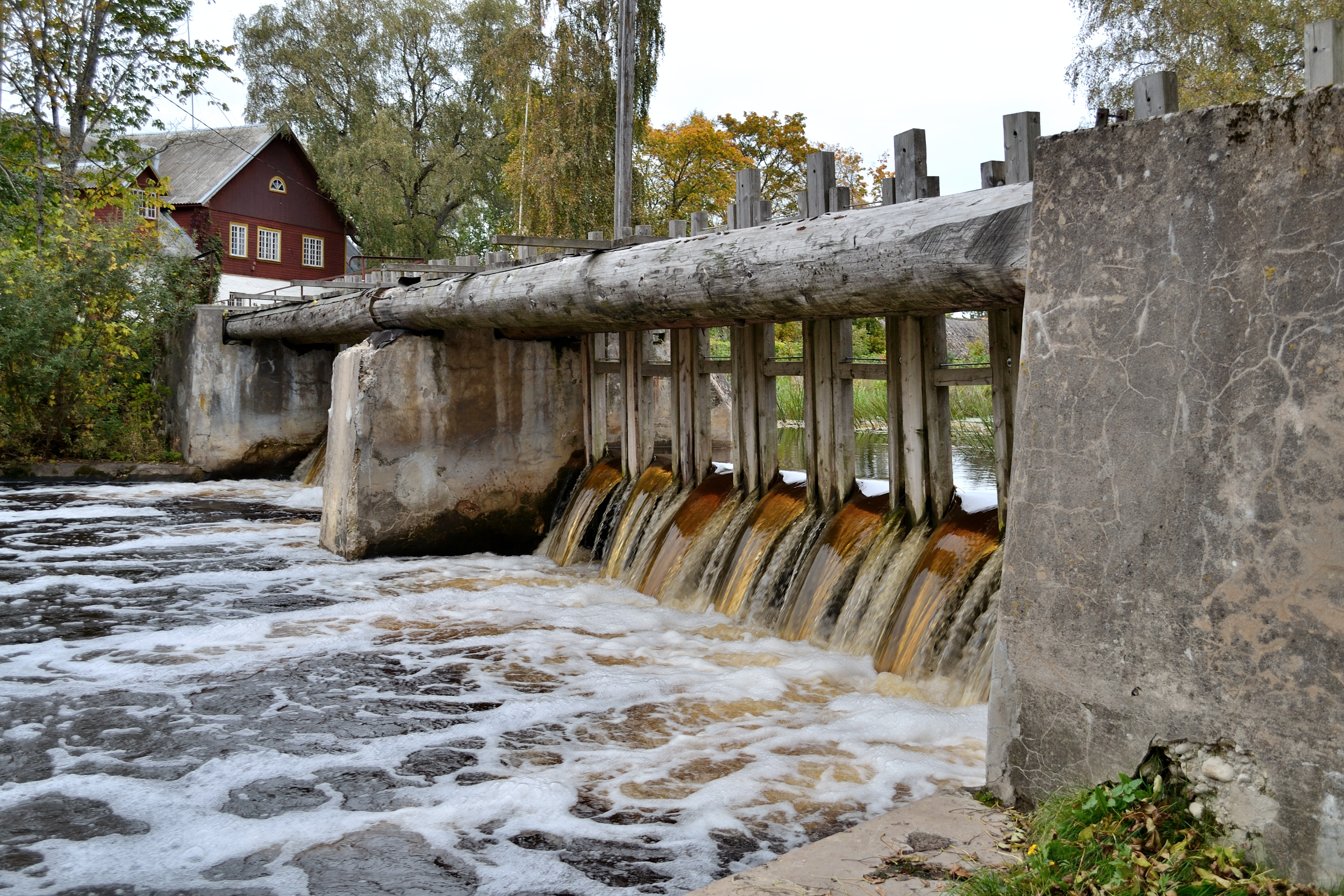
Watermolen in de Vigala
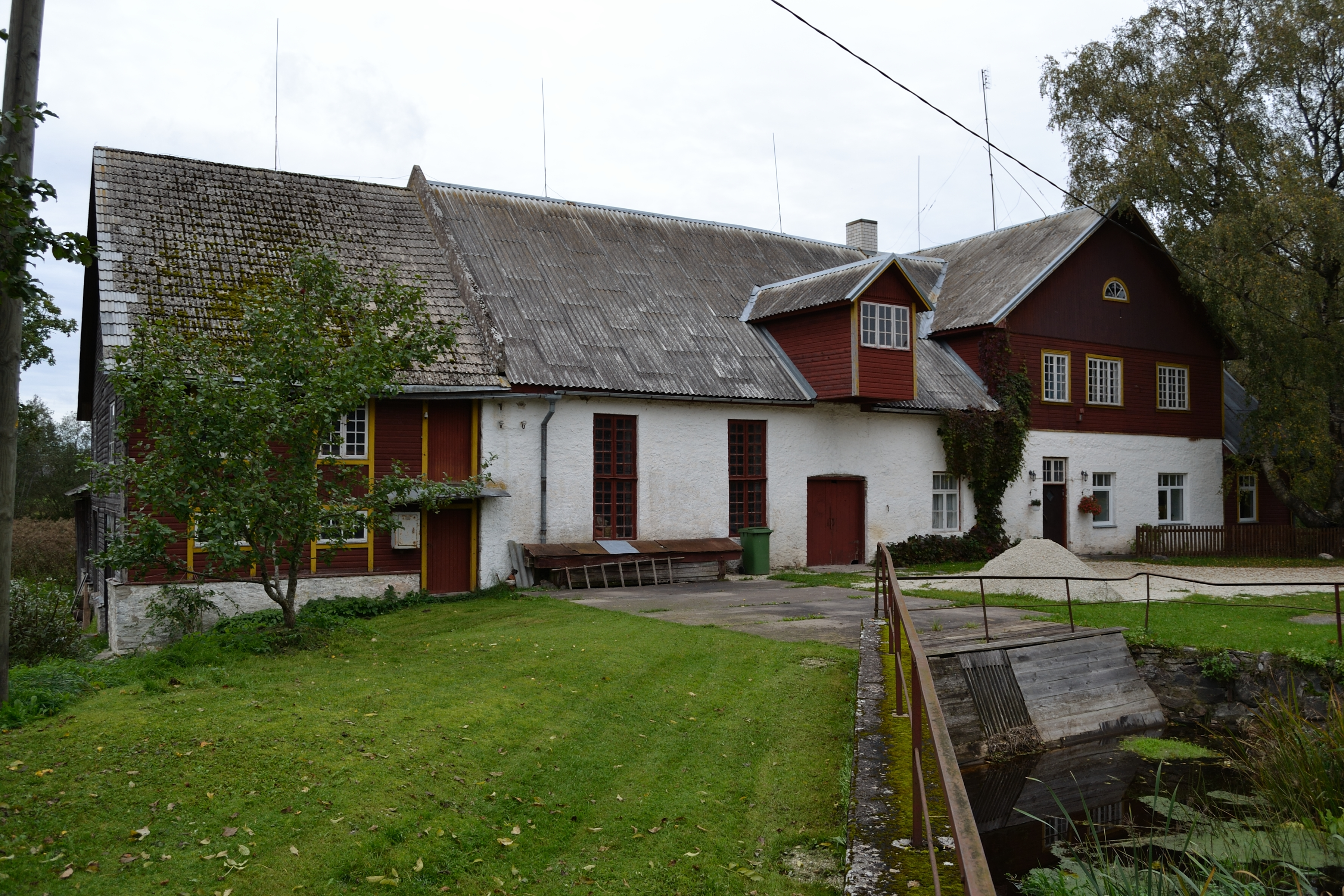
Watermolen, andere kant